# Florencio Porras
Florencio Antonio Porras Echezuría (Venezuela, 21 de enero de 1965) es un militar y político venezolano que fue gobernador de Mérida de 2000 a 2008.

## Biografía

### Carrera militar
Fue alférez mayor de la promoción “Gral. de Bgda. Lucas Carvajal” de 1985. Es doctor en Estudios políticos y mágister en Ciencias políticas.
Tiene el grado de capitán y fue oficial durante el intento de golpe de Estado contra Carlos Andrés Pérez el 4 de febrero de 1992 donde fue compañero de armas con Hugo Chávez y terminó preso junto con él.

### Carrera política
Con el Movimiento V República fue electo constituyentista y luego electo gobernador de Mérida de 2000 a 2008. Un cable de WikiLeaks filtrado al gobierno de Estados Unidos reveló que un antiguo alcalde de Mérida del cual no se menciona nombre le dijo a funcionarios de la embajada estadounidense en Venezuela que sospechaba que Porras había financiado la campaña de Jehyson Guzmán a la presidencia de la Federación de Centros Universitarios en 2005. Fue destituido brevemente por el decreto Carmona y el posterior asalto a la gobernación de Mérida en 2002, donde trataron de lincharlo.

### Retiro y orden de arresto
Después de ser gobernador trabajó como profesor de la cátedra de Estudios políticos en la Universidad de Los Andes. En 2016, el dictador Nicolás Maduro ordenó su arresto, después de que Porras lo acusara de traición a la patria y junto con otros militares del golpe de Estado de 1992 pidiera un referéndum revocatorio para cesar su mandato.